# Gertjan Verbeek
Pour les articles homonymes, voir Verbeek.
Gertjan Verbeek, né le 1er août 1962 à Deventer, est un entraîneur de football et un ancien joueur de football professionnel.

## Clubs entraîneur
- 1994-2001 : SC Heerenveen (entraîneur adjoint)
- 2001-2004 : Heracles Almelo
- 2004-2008 : SC Heerenveen
- 2008- jan 2009 : Feyenoord Rotterdam[1]
- 2009-2010 : Heracles Almelo
- 2010-sep. 2013 : AZ Alkmaar
- oct. 2013-avr. 2014 : 1. FC Nuremberg
- déc. 2014-2017 : VfL Bochum
- nov. 2017-mars 2018 : FC Twente

## Palmarès

### Entraîneur
- AZ Alkmaar
  - Coupe des Pays-Bas :
    - Vainqueur : 2013